# Kanabō
Kanabō (jap. 金棒; metalowa pałka) – żelazna pałka (maczuga) używana w feudalnej Japonii jako broń.

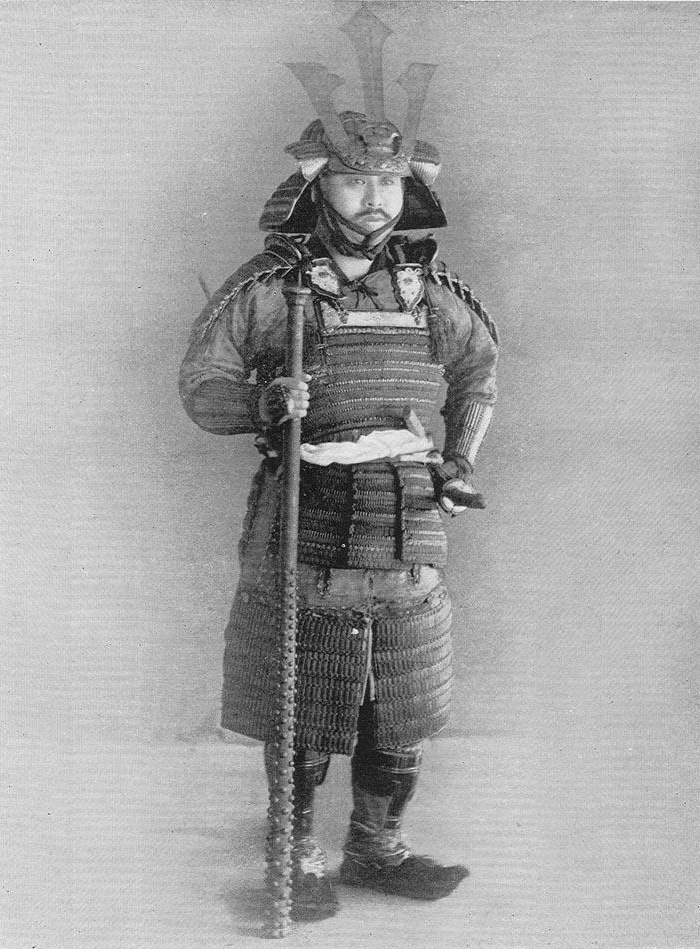
Samuraj z okresu Nanboku-chō (1334-1392) z pałką kanabō

Była konstruowana z ciężkiego, dębowego drewna i pokryta w połowie metalem i metalowymi ćwiekami. Późniejsze wersje były robione z samego metalu, lecz jednocześnie były one krótsze.
Kanabō należała do ciężkich broni i z tego względu jedynie nieliczni wojownicy posługiwali się nią. Była używana przez straż nocną.
Używana w walce kanabō służyła do roztrzaskiwania wrogich pancerzy i łamania nóg koni bojowych. Sztuka używania tej nieporęcznej broni, kanabō-jutsu, polegała na umiejętnym operowaniu siłą z zachowaniem równowagi, której utrata narażała wojownika na cios przeciwnika.
Był to także mityczny oręż, często pojawiający się w opowieściach o japońskich demonach oni, których nadludzka siła pozwalała używać tych gigantycznych maczug i siać postrach wśród przesądnych ludzi. Japońskie przysłowie mówi: „Jak dać diabłu kanabō”, co oznacza dawanie przewagi komuś, kto już wcześniej był w lepszej sytuacji.

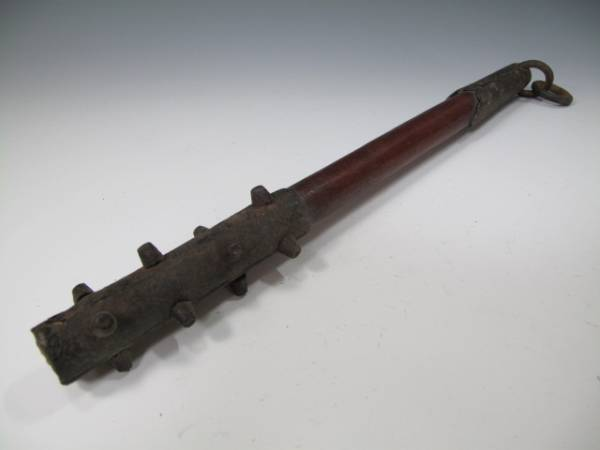
Kanabō
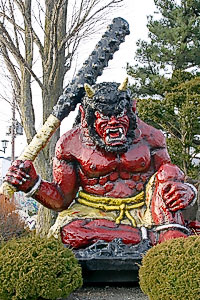
Figura diabła oni z kanabō